# Vysoká (okres Banská Štiavnica)
Vysoká je obec na Slovensku v okrese Banská Štiavnica. Žije zde 126 obyvatel. První písemná zmínka o obci pochází z roku 1388.
V obci stojí římskokatolický kostel sv. Bartoloměje z roku 1868 a kaple Sedmibolestné Panny Marie z roku 1932.